# Liste der Weltmeister im Naturbahnrodeln

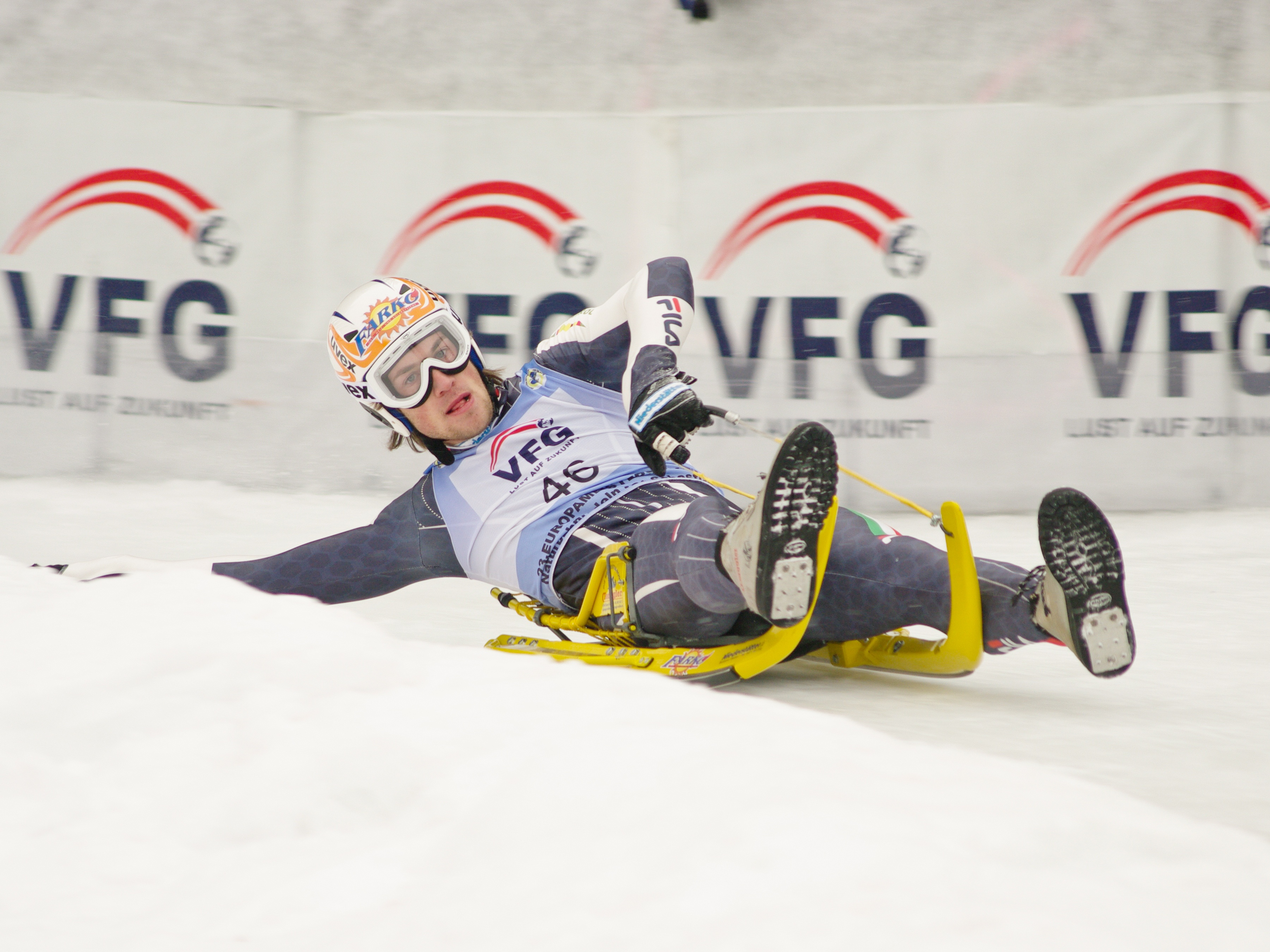
Patrick Pigneter errang bis 2023 insgesamt zwölf Weltmeistertitel: drei im Einsitzer, fünf im Doppelsitzer und vier im Mannschaftswettbewerb.

In der Liste der Weltmeister im Naturbahnrodeln werden alle Medaillengewinner bei Naturbahnrodel-Weltmeisterschaften seit der erstmaligen Austragung im Jahr 1979 verzeichnet. Es werden in den Disziplinen Einsitzer Herren, Einsitzer Damen und Doppelsitzer Weltmeister ermittelt. Im Jahr 2001 wurde erstmals ein Mannschaftswettbewerb veranstaltet. Seit 2005 wird dieser Wettbewerb regelmäßig ausgetragen. Organisiert werden die Rennen von der FIL. Bislang gab es nur Medaillengewinner aus sechs verschiedenen Verbänden: Österreich, Italien, Russland (und zuvor der Sowjetunion/GUS), Polen, Deutschland sowie Slowenien.

## Einsitzer Herren
| WM   | Austragungsort    | Gold                | Silber                          | Bronze                |
| ---- | ----------------- | ------------------- | ------------------------------- | --------------------- |
| 1979 | Inzing            | Werner Prantl       | Damiano Lugon                   | Erich Graber          |
| 1980 | Moos in Passeier  | Erich Graber        | Damiano Lugon                   | Otto Bachmann         |
| 1982 | Feld am See       | Gerhard Pircher     | Otto Bachmann                   | Werner Prantl         |
| 1984 | Kreuth            | Alfred Kogler       | Giuseppe Cerise                 | Willi Danklmaier      |
| 1986 | Fénis-Aosta       | Gerhard Pilz        | Damiano Lugon                   | Harald Steinhauser    |
| 1990 | Gsies             | Gerhard Pilz        | Corrado Herin                   | Harald Steinhauser    |
| 1992 | Bad Goisern       | Gerhard Pilz        | Willi Danklmaier                | Franz Obrist          |
| 1994 | Gsies             | Gerhard Pilz        | Franz Obrist                    | Erhard Mahlknecht     |
| 1996 | Oberperfuss       | Gerhard Pilz        | Anton Blasbichler               | Franz Obrist          |
| 1998 | Rautavaara        | Reinhard Gruber     | Martin Gruber Anton Blasbichler |                       |
| 2000 | Olang             | Gerald Kallan       | Gerhard Pilz                    | Anton Blasbichler     |
| 2001 | Stein an der Enns | Anton Blasbichler   | Ferdinand Hirzegger             | Gerhard Pilz          |
| 2003 | Železniki         | Robert Batkowski    | Gerhard Pilz                    | Gerald Kallan         |
| 2005 | Latsch            | Anton Blasbichler   | Andreas Castiglioni             | Patrick Pigneter      |
| 2007 | Grande Prairie    | Gernot Schwab       | Gerhard Pilz                    | Patrick Pigneter      |
| 2009 | Moos in Passeier  | Patrick Pigneter    | Thomas Kammerlander             | Thomas Schopf         |
| 2011 | Umhausen          | Gerald Kammerlander | Robert Batkowski                | Patrick Pigneter      |
| 2013 | Deutschnofen      | Patrick Pigneter    | Thomas Schopf                   | Alex Gruber           |
| 2015 | Sankt Sebastian   | Patrick Pigneter    | Alex Gruber                     | Florian Breitenberger |
| 2017 | Vatra Dornei      | Alex Gruber         | Juri Talych                     | Thomas Kammerlander   |
| 2019 | Latzfons          | Alex Gruber         | Thomas Kammerlander             | Michael Scheikl       |
| 2021 | Umhausen          | Thomas Kammerlander | Alex Gruber                     | Patrick Pigneter      |
| 2023 | Deutschnofen      | Alex Gruber         | Michael Scheikl                 | Thomas Kammerlander   |

## Einsitzer Damen
| WM   | Austragungsort    | Gold                   | Silber                 | Bronze              |
| ---- | ----------------- | ---------------------- | ---------------------- | ------------------- |
| 1979 | Inzing            | Delia Vaudan           | Ingrid Zameter         | Roswitha Fischer    |
| 1980 | Moos in Passeier  | Delia Vaudan           | Christa Fontana        | Roswitha Fischer    |
| 1982 | Feld am See       | Herta Hafner           | Hilde Fuchs            | Paula Peintner      |
| 1984 | Kreuth            | Delia Vaudan           | Paula Peintner         | Irmgard Lanthaler   |
| 1986 | Fénis-Aosta       | Irmgard Lanthaler      | Delia Vaudan           | Helga Pichler       |
| 1990 | Gsies             | Jeanette Koppensteiner | Irene Koch             | Ljubow Panjutina    |
| 1992 | Bad Goisern       | Ljubow Panjutina       | Elvira Holzknecht      | Irene Koch          |
| 1994 | Gsies             | Beatrix Mahlknecht     | Irene Zechner          | Doris Haselrieder   |
| 1996 | Oberperfuss       | Irene Zechner          | Elvira Holzknecht      | Sandra Mariner      |
| 1998 | Rautavaara        | Ljubow Panjutina       | Christa Gietl          | Sonja Steinacher    |
| 2000 | Olang             | Jekaterina Lawrentjewa | Sonja Steinacher       | Elvira Holzknecht   |
| 2001 | Stein an der Enns | Sonja Steinacher       | Renate Gietl           | Sandra Mariner      |
| 2003 | Železniki         | Sonja Steinacher       | Jekaterina Lawrentjewa | Irene Mitterstieler |
| 2005 | Latsch            | Jekaterina Lawrentjewa | Barbara Abart          | Renate Gietl        |
| 2007 | Grande Prairie    | Jekaterina Lawrentjewa | Julija Wetlowa         | Melanie Batkowski   |
| 2009 | Moos in Passeier  | Renate Gietl           | Jekaterina Lawrentjewa | Renate Kasslatter   |
| 2011 | Umhausen          | Renate Gietl           | Jekaterina Lawrentjewa | Melanie Schwarz     |
| 2013 | Deutschnofen      | Jekaterina Lawrentjewa | Melanie Schwarz        | Evelin Lanthaler    |
| 2015 | Sankt Sebastian   | Evelin Lanthaler       | Jekaterina Lawrentjewa | Greta Pinggera      |
| 2017 | Vatra Dornei      | Greta Pinggera         | Evelin Lanthaler       | Tina Unterberger    |
| 2019 | Latzfons          | Evelin Lanthaler       | Greta Pinggera         | Tina Unterberger    |
| 2021 | Umhausen          | Evelin Lanthaler       | Jekaterina Lawrentjewa | Tina Unterberger    |
| 2023 | Deutschnofen      | Evelin Lanthaler       | Greta Pinggera         | Tina Unterberger    |

## Doppelsitzer
| WM   | Austragungsort    | Gold                                 | Silber                               | Bronze                                    |
| ---- | ----------------- | ------------------------------------ | ------------------------------------ | ----------------------------------------- |
| 1979 | Inzing            | Damiano Lugon Andrea Millet          | Werner Mücke Helmut Hutter           | Werner Prantl Florian Prantl              |
| 1980 | Moos in Passeier  | Oswald Pörnbacher Raimund Pigneter   | Martin Jud Harald Steinhauser        | Werner Mücke Helmut Hutter                |
| 1982 | Feld am See       | Andreas Jud Ernst Oberhammer         | Alfred Kogler Franz Huber            | Werner Prantl Florian Prantl              |
| 1984 | Kreuth            | Andreas Jud Ernst Oberhammer         | Martin Jud Harald Steinhauser        | Alfred Kogler Franz Huber                 |
| 1986 | Fénis-Aosta       | Almir Betemps Corrado Herin          | Andreas Jud Ernst Oberhammer         | Arnold Lunger Günther Steinhauser         |
| 1990 | Gsies             | Andreas Jud Hannes Pichler           | Almir Betemps Corrado Herin          | Walter Mauracher Georg Eberharter         |
| 1992 | Bad Goisern       | Almir Betemps Corrado Herin          | Roland Wolf Stefan Kögler            | Michael Bischofer Herbert Kögl            |
| 1994 | Gsies             | Manfred Gräber Günther Steinhauser   | Jürgen Pezzi Christian Hafner        | Roland Niedermair Hubert Burger           |
| 1996 | Oberperfuss       | Reinhard Beer Herbert Kögl           | Andi Ruetz Helmut Ruetz              | Martin Psenner Arthur Künig               |
| 1998 | Rautavaara        | Andi Ruetz Helmut Ruetz              | Manfred Gräber Hubert Burger         | Reinhard Beer Herbert Kögl                |
| 2000 | Olang             | Armin Mair David Mair                | Reinhard Beer Herbert Kögl           | Andrzej Laszczak Damian Waniczek          |
| 2001 | Stein an der Enns | Wolfgang Schopf Andreas Schopf       | Armin Mair David Mair                | Peter Lechner Peter Braunegger            |
| 2003 | Železniki         | Wolfgang Schopf Andreas Schopf       | Pawel Porschnew Iwan Lasarew         | Harald Kleinhofer Gerhard Mühlbacher      |
| 2005 | Latsch            | Pawel Porschnew Iwan Lasarew         | Armin Mair Johannes Hofer            | Andrzej Laszczak Damian Waniczek          |
| 2007 | Grande Prairie    | Pawel Porschnew Iwan Lasarew         | Alexander Jegorow Pjotr Popow        | Christian Schatz Gerhard Mühlbacher       |
| 2009 | Moos in Passeier  | Patrick Pigneter Florian Clara       | Christian Schopf Andreas Schopf      | Andrzej Laszczak Damian Waniczek          |
| 2011 | Umhausen          | Pawel Porschnew Iwan Lasarew         | Patrick Pigneter Florian Clara       | Andrzej Laszczak Damian Waniczek          |
| 2013 | Deutschnofen      | Patrick Pigneter Florian Clara       | Christian Schopf Andreas Schopf      | Thomas Schopf Andreas Schöpf              |
| 2015 | Sankt Sebastian   | Patrick Pigneter Florian Clara       | Rupert Brüggler Tobias Angerer       | Pawel Porschnew Iwan Lasarew              |
| 2017 | Vatra Dornei      | Rupert Brüggler Tobias Angerer       | Patrick Pigneter Florian Clara       | Alexei Martjanow Iwan Rodin               |
| 2019 | Latzfons          | Patrick Pigneter Florian Clara       | Pawel Porschnew Iwan Lasarew         | Patrick Lambacher Matthias Lambacher      |
| 2021 | Umhausen          | Patrick Pigneter Florian Clara       | Patrick Lambacher Matthias Lambacher | Christoph Regensburger Dominik Holzknecht |
| 2023 | Deutschnofen      | Patrick Lambacher Matthias Lambacher | Patrick Pigneter Florian Clara       | Matevz Vertelj Vid Kralj                  |

## Mannschaftswettbewerb
| WM   | Austragungsort    | Gold                                                                              | Silber                                                                                  | Bronze                                                                        |
| ---- | ----------------- | --------------------------------------------------------------------------------- | --------------------------------------------------------------------------------------- | ----------------------------------------------------------------------------- |
| 2001 | Stein an der Enns | Italien ISonja Steinacher Anton Blasbichler Armin Mair – David Mair               | Österreich IIMarlies Wagner Gerhard Pilz Peter Lechner – Peter Braunegger               | Italien IIRenate Gietl Martin Gruber Thomas Graf – Michael Graf               |
| 2005 | Latsch            | Österreich IMelanie Batkowski Robert Batkowski Reinhard Beer – Herbert Kögl       | Russland IJekaterina Lawrentjewa Alexei Lebedew Pawel Porschnew – Iwan Lasarew          | Italien IRenate Gietl Anton Blasbichler Armin Mair – Johannes Hofer           |
| 2007 | Grande Prairie    | Österreich IMelanie Batkowski Gernot Schwab Christian Schatz – Gerhard Mühlbacher | Italien IRenate Gietl Patrick Pigneter – Florian Clara                                  | Österreich IIMarlies Wagner Gerald Kammerlander Reinhard Beer – Herbert Kögl  |
| 2009 | Moos in Passeier  | Italien IRenate Gietl Anton Blasbichler Patrick Pigneter – Florian Clara          | Österreich IMelanie Batkowski Thomas Schopf Christian Schopf – Andreas Schopf           | Russland IJekaterina Lawrentjewa Iwan Lasarew Pawel Porschnew – Iwan Lasarew  |
| 2011 | Umhausen          | Italien IRenate Gietl Anton Blasbichler Patrick Pigneter – Florian Clara          | Österreich IMelanie Batkowski Gerald Kammerlander Christian Schatz – Gerhard Mühlbacher | Russland IJekaterina Lawrentjewa Juri Talych Pawel Porschnew – Iwan Lasarew   |
| 2013 | Deutschnofen      | Italien IMelanie Schwarz Alex Gruber Patrick Pigneter – Florian Clara             | Russland IJekaterina Lawrentjewa Stanislaw Kowschik Pawel Porschnew – Iwan Lasarew      | Italien IIEvelin Lanthaler Florian Breitenberger Hannes Clara – Stefan Gruber |
| 2015 | Sankt Sebastian   | entfallen                                                                         | entfallen                                                                               | entfallen                                                                     |
| 2017 | Vatra Dornei      | ÖsterreichTina Unterberger Thomas Kammerlander Rupert Brüggler – Tobias Angerer   | ItalienGreta Pinggera Alex Gruber Patrick Pigneter – Hannes Clara                       | RusslandSwetlana Sarawina Juri Talych Alexei Martjanow – Iwan Rodin           |
| 2019 | Latzfons          | ItalienEvelin Lanthaler Patrick Pigneter Alex Gruber                              | ÖsterreichTina Unterberger Michael Scheikl Thomas Kammerlander                          | RusslandJekaterina Lawrentjewa Stanislaw Kowschik Juri Talych                 |
| 2021 | Umhausen          | ItalienEvelin Lanthaler Alex Gruber                                               | ÖsterreichTina Unterberger Thomas Kammerlander                                          | Russischer Rodelverband Jekaterina Lawrentjewa Alexander Jegorow              |
| 2023 | Deutschnofen      | ItalienEvelin Lanthaler Alex Gruber                                               | ÖsterreichTina Unterberger Michael Scheikl                                              | DeutschlandLisa Walch Vincent Streit                                          |

## Medaillengewinner
- Platzierung: Gibt die Reihenfolge der Athleten wieder. Diese wird durch die Anzahl der Goldmedaillen bestimmt. Bei gleicher Anzahl werden die Silbermedaillen verglichen und anschließend die errungenen Bronzemedaillen.
- Name: Nennt den Namen des Athleten.
- Land: Nennt das Land, für das der Athlet startete.
- Von: Das Jahr, in dem der Athlet die erste Medaille gewonnen hat.
- Bis: Das Jahr, in dem der Athlet die letzte Medaille gewonnen hat.
- Gold: Nennt die Anzahl der gewonnenen Goldmedaillen.
- Silber: Nennt die Anzahl der gewonnenen Silbermedaillen.
- Bronze: Nennt die Anzahl der gewonnenen Bronzemedaillen.
- Gesamt: Nennt die Anzahl aller gewonnenen Medaillen.

Hinweise:
- Medaillen, die im Mannschaftswettbewerb gewonnen wurden, werden nicht in die Statistik der erfolgreichsten Athleten mit einbezogen.
- Medaillen, die für die Sowjetunion sowie für das Vereinte Team gewonnen wurden, werden als Medaillen für den Nachfolgestaat Russland gewertet. Dies gilt auch für die Medaillen, die russische Sportler 2021 unter der Flagge ihres Rodelverbandes gewannen.

### Erfolgreichste Athleten (Ein- und Doppelsitzer)
| Platz | Name                   | Land       | Von  | Bis  | Gold | Silber | Bronze | Gesamt |
| ----- | ---------------------- | ---------- | ---- | ---- | ---- | ------ | ------ | ------ |
| 1.    | Patrick Pigneter       | Italien    | 2005 | 2023 | 8    | 3      | 4      | 15     |
| 2.    | Gerhard Pilz           | Österreich | 1986 | 2007 | 5    | 3      | 1      | 9      |
| 3.    | Florian Clara          | Italien    | 2009 | 2023 | 5    | 3      | 0      | 8      |
| 4.    | Jekaterina Lawrentjewa | Russland   | 2000 | 2021 | 4    | 5      | 0      | 9      |
| 5.    | Evelin Lanthaler       | Italien    | 2013 | 2023 | 4    | 1      | 1      | 6      |
| 6.    | Alex Gruber            | Italien    | 2013 | 2023 | 3    | 2      | 1      | 6      |
| 6.    | Iwan Lasarew           | Russland   | 2003 | 2019 | 3    | 2      | 1      | 6      |
| 6.    | Pawel Porschnew        | Russland   | 2003 | 2019 | 3    | 2      | 1      | 6      |
| 9.    | Andreas Jud            | Italien    | 1982 | 1990 | 3    | 1      | 0      | 4      |
| 10.   | Delia Vaudan           | Österreich | 1979 | 1986 | 3    | 1      | 0      | 4      |

### Einsitzer Herren
| Platz | Name                  | Land       | Von  | Bis  | Gold | Silber | Bronze | Gesamt |
| ----- | --------------------- | ---------- | ---- | ---- | ---- | ------ | ------ | ------ |
| 01.   | Gerhard Pilz          | Österreich | 1986 | 2007 | 5    | 3      | 1      | 9      |
| 02.   | Patrick Pigneter      | Italien    | 2005 | 2021 | 3    | 0      | 4      | 7      |
| 03.   | Alex Gruber           | Italien    | 2013 | 2023 | 3    | 2      | 1      | 6      |
| 04.   | Anton Blasbichler     | Italien    | 1996 | 2005 | 2    | 2      | 1      | 5      |
| 05.   | Thomas Kammerlander   | Österreich | 2009 | 2023 | 1    | 2      | 2      | 5      |
| 06.   | Robert Batkowski      | Österreich | 2003 | 2011 | 1    | 1      | 0      | 2      |
| 07.   | Erich Graber          | Italien    | 1979 | 1980 | 1    | 0      | 1      | 2      |
| 07.   | Gerald Kallan         | Österreich | 2000 | 2003 | 1    | 0      | 1      | 2      |
| 07.   | Werner Prantl         | Österreich | 1979 | 1982 | 1    | 0      | 1      | 2      |
| 10.   | Reinhard Gruber       | Italien    | 1998 | 1998 | 1    | 0      | 0      | 1      |
| 10.   | Gerald Kammerlander   | Österreich | 2011 | 2011 | 1    | 0      | 0      | 1      |
| 10.   | Alfred Kogler         | Österreich | 1984 | 1984 | 1    | 0      | 0      | 1      |
| 10.   | Gerhard Pircher       | Österreich | 1982 | 1984 | 1    | 0      | 0      | 1      |
| 10.   | Gernot Schwab         | Österreich | 2007 | 2007 | 1    | 0      | 0      | 1      |
| 15.   | Damiano Lugon         | Italien    | 1979 | 1986 | 0    | 3      | 0      | 3      |
| 16.   | Franz Obrist          | Italien    | 1992 | 1996 | 0    | 1      | 2      | 3      |
| 17.   | Otto Bachmann         | Italien    | 1980 | 1982 | 0    | 1      | 1      | 2      |
| 17.   | Willi Danklmaier      | Österreich | 1984 | 1992 | 0    | 1      | 1      | 2      |
| 17.   | Michael Scheikl       | Österreich | 2019 | 2023 | 0    | 1      | 1      | 2      |
| 17.   | Thomas Schopf         | Österreich | 2009 | 2013 | 0    | 1      | 1      | 2      |
| 21.   | Andreas Castiglioni   | Italien    | 2005 | 2005 | 0    | 1      | 0      | 1      |
| 21.   | Giuseppe Cerise       | Italien    | 1984 | 1984 | 0    | 1      | 0      | 1      |
| 21.   | Martin Gruber         | Italien    | 1998 | 1998 | 0    | 1      | 0      | 1      |
| 21.   | Corrado Herin         | Italien    | 1990 | 1990 | 0    | 1      | 0      | 1      |
| 21.   | Ferdinand Hirzegger   | Österreich | 2001 | 2001 | 0    | 1      | 0      | 1      |
| 21.   | Juri Talych           | Russland   | 2017 | 2017 | 0    | 1      | 0      | 1      |
| 27.   | Harald Steinhauser    | Italien    | 1986 | 1990 | 0    | 0      | 2      | 2      |
| 28.   | Florian Breitenberger | Italien    | 2017 | 2017 | 0    | 0      | 1      | 1      |
| 28.   | Erhard Mahlknecht     | Italien    | 1994 | 1994 | 0    | 0      | 1      | 1      |

### Einsitzer Damen
| Platz | Name                   | Land                  | Von  | Bis  | Gold | Silber | Bronze | Gesamt |
| ----- | ---------------------- | --------------------- | ---- | ---- | ---- | ------ | ------ | ------ |
| 01.   | Jekaterina Lawrentjewa | Russland              | 2000 | 2021 | 4    | 5      | 0      | 9      |
| 02.   | Evelin Lanthaler       | Italien               | 2013 | 2023 | 4    | 1      | 1      | 6      |
| 03.   | Delia Vaudan           | Italien               | 1979 | 1986 | 3    | 1      | 0      | 4      |
| 04.   | Renate Gietl           | Italien               | 2001 | 2011 | 2    | 1      | 1      | 4      |
| 04.   | Sonja Steinacher       | Italien               | 1998 | 2003 | 2    | 1      | 1      | 4      |
| 06.   | Ljubow Panjutina       | Russland/ Sowjetunion | 1990 | 1998 | 2    | 0      | 1      | 3      |
| 07.   | Greta Pinggera         | Italien               | 2015 | 2023 | 1    | 2      | 1      | 4      |
| 07.   | Irene Zechner          | Österreich            | 1990 | 1996 | 1    | 2      | 1      | 4      |
| 09.   | Irmgard Lanthaler      | Italien               | 1984 | 1986 | 1    | 0      | 1      | 2      |
| 10.   | Herta Hafner           | Italien               | 1982 | 1982 | 1    | 0      | 0      | 1      |
| 10.   | Jeanette Koppensteiner | Österreich            | 1990 | 1990 | 1    | 0      | 0      | 1      |
| 10.   | Beatrix Mahlknecht     | Italien               | 1994 | 1994 | 1    | 0      | 0      | 1      |
| 13.   | Elvira Holzknecht      | Österreich            | 1992 | 2000 | 0    | 2      | 1      | 3      |
| 14.   | Paula Peintner         | Italien               | 1982 | 1984 | 0    | 1      | 1      | 2      |
| 14.   | Melanie Schwarz        | Italien               | 2011 | 2013 | 0    | 1      | 1      | 2      |
| 16.   | Barbara Abart          | Italien               | 2005 | 2005 | 0    | 1      | 0      | 1      |
| 16.   | Christa Fontana        | Italien               | 1980 | 1980 | 0    | 1      | 0      | 1      |
| 16.   | Hilde Fuchs            | Österreich            | 1982 | 1982 | 0    | 1      | 0      | 1      |
| 16.   | Christa Gietl          | Italien               | 1998 | 1998 | 0    | 1      | 0      | 1      |
| 16.   | Julija Wetlowa         | Russland              | 2007 | 2007 | 0    | 1      | 0      | 1      |
| 16.   | Ingrid Zameter         | Österreich            | 1979 | 1979 | 0    | 1      | 0      | 1      |
| 22.   | Tina Unterberger       | Österreich            | 2017 | 2023 | 0    | 0      | 4      | 4      |
| 23.   | Roswitha Fischer       | Italien               | 1979 | 1980 | 0    | 0      | 2      | 2      |
| 23.   | Sandra Mariner         | Österreich            | 1996 | 2001 | 0    | 0      | 2      | 2      |
| 25.   | Melanie Batkowski      | Österreich            | 2007 | 2007 | 0    | 0      | 1      | 1      |
| 25.   | Doris Haselrieder      | Italien               | 1994 | 1994 | 0    | 0      | 1      | 1      |
| 25.   | Renate Kasslatter      | Italien               | 2009 | 2009 | 0    | 0      | 1      | 1      |
| 25.   | Irene Mitterstieler    | Italien               | 2003 | 2003 | 0    | 0      | 1      | 1      |
| 25.   | Helga Pichler          | Italien               | 1986 | 1986 | 0    | 0      | 1      | 1      |

### Doppelsitzer
| Platz | Name                   | Land       | Von  | Bis  | Gold | Silber | Bronze | Gesamt |
| ----- | ---------------------- | ---------- | ---- | ---- | ---- | ------ | ------ | ------ |
| 01.   | Florian Clara          | Italien    | 2009 | 2023 | 5    | 3      | 0      | 8      |
| 01.   | Patrick Pigneter       | Italien    | 2009 | 2023 | 5    | 3      | 0      | 8      |
| 03.   | Iwan Lasarew           | Russland   | 2003 | 2019 | 3    | 2      | 1      | 6      |
| 03.   | Pawel Porschnew        | Russland   | 2003 | 2019 | 3    | 2      | 1      | 6      |
| 05.   | Andreas Jud            | Italien    | 1982 | 1990 | 3    | 1      | 0      | 4      |
| 06.   | Andreas Schopf         | Österreich | 2001 | 2013 | 2    | 2      | 0      | 4      |
| 07.   | Almir Betemps          | Italien    | 1986 | 1992 | 2    | 1      | 0      | 3      |
| 07.   | Corrado Herin          | Italien    | 1986 | 1992 | 2    | 1      | 0      | 3      |
| 07.   | Ernst Oberhammer       | Italien    | 1982 | 1986 | 2    | 1      | 0      | 3      |
| 10.   | Wolfgang Schopf        | Österreich | 2001 | 2003 | 2    | 0      | 0      | 2      |
| 11.   | Armin Mair             | Italien    | 2000 | 2005 | 1    | 2      | 0      | 3      |
| 12.   | Herbert Kögl           | Österreich | 1996 | 2000 | 1    | 1      | 2      | 4      |
| 13.   | Reinhard Beer          | Österreich | 1996 | 2000 | 1    | 1      | 1      | 3      |
| 13.   | Patrick Lambacher      | Italien    | 2019 | 2023 | 1    | 1      | 1      | 3      |
| 13.   | Matthias Lambacher     | Italien    | 2019 | 2023 | 1    | 1      | 1      | 3      |
| 16.   | Tobias Angerer         | Österreich | 2015 | 2017 | 1    | 1      | 0      | 2      |
| 16.   | Rupert Brüggler        | Österreich | 2015 | 2017 | 1    | 1      | 0      | 2      |
| 16.   | David Mair             | Italien    | 2000 | 2001 | 1    | 1      | 0      | 2      |
| 16.   | Manfred Gräber         | Italien    | 1994 | 1998 | 1    | 1      | 0      | 2      |
| 16.   | Andi Ruetz             | Österreich | 1996 | 1998 | 1    | 1      | 0      | 2      |
| 16.   | Helmut Ruetz           | Österreich | 1996 | 1998 | 1    | 1      | 0      | 2      |
| 22.   | Günther Steinhauser    | Italien    | 1986 | 1994 | 1    | 0      | 1      | 2      |
| 23.   | Damiano Lugon          | Italien    | 1979 | 1979 | 1    | 0      | 0      | 1      |
| 23.   | Andrea Millet          | Italien    | 1979 | 1979 | 1    | 0      | 0      | 1      |
| 23.   | Hannes Pichler         | Italien    | 1990 | 1990 | 1    | 0      | 0      | 1      |
| 23.   | Raimund Pigneter       | Italien    | 1980 | 1980 | 1    | 0      | 0      | 1      |
| 23.   | Oswald Pörnbacher      | Italien    | 1980 | 1980 | 1    | 0      | 0      | 1      |
| 28.   | Martin Jud             | Italien    | 1980 | 1984 | 0    | 2      | 0      | 2      |
| 28.   | Christian Schopf       | Österreich | 2009 | 2013 | 0    | 2      | 0      | 2      |
| 28.   | Harald Steinhauser     | Italien    | 1980 | 1984 | 0    | 2      | 0      | 2      |
| 31.   | Hubert Burger          | Italien    | 1998 | 1998 | 0    | 1      | 1      | 2      |
| 31.   | Franz Huber            | Österreich | 1982 | 1984 | 0    | 1      | 1      | 2      |
| 31.   | Helmut Hutter          | Österreich | 1979 | 1980 | 0    | 1      | 1      | 2      |
| 31.   | Alfred Kogler          | Österreich | 1982 | 1984 | 0    | 1      | 1      | 2      |
| 31.   | Werner Mücke           | Österreich | 1979 | 1980 | 0    | 1      | 1      | 2      |
| 36.   | Christian Hafner       | Italien    | 1994 | 1994 | 0    | 1      | 0      | 1      |
| 36.   | Johannes Hofer         | Italien    | 2005 | 2005 | 0    | 1      | 0      | 1      |
| 36.   | Alexander Jegorow      | Russland   | 2007 | 2007 | 0    | 1      | 0      | 1      |
| 36.   | Stefan Kögler          | Österreich | 1992 | 1992 | 0    | 1      | 0      | 1      |
| 36.   | Jürgen Pezzi           | Italien    | 1994 | 1994 | 0    | 1      | 0      | 1      |
| 36.   | Pjotr Popow            | Russland   | 2007 | 2007 | 0    | 1      | 0      | 1      |
| 36.   | Roland Wolf            | Österreich | 1992 | 1992 | 0    | 1      | 0      | 1      |
| 43.   | Andrzej Laszczak       | Polen      | 2000 | 2011 | 0    | 0      | 4      | 4      |
| 43.   | Damian Waniczek        | Polen      | 2000 | 2011 | 0    | 0      | 4      | 4      |
| 45.   | Gerhard Mühlbacher     | Österreich | 2003 | 2007 | 0    | 0      | 2      | 2      |
| 45.   | Florian Prantl         | Österreich | 1979 | 1982 | 0    | 0      | 2      | 2      |
| 45.   | Werner Prantl          | Österreich | 1979 | 1982 | 0    | 0      | 2      | 2      |
| 48.   | Michael Bischofer      | Österreich | 1992 | 1992 | 0    | 0      | 1      | 1      |
| 48.   | Peter Braunegger       | Österreich | 2001 | 2001 | 0    | 0      | 1      | 1      |
| 48.   | Georg Eberharter       | Österreich | 1990 | 1990 | 0    | 0      | 1      | 1      |
| 48.   | Dominik Holzknecht     | Österreich | 2021 | 2021 | 0    | 0      | 1      | 1      |
| 48.   | Harald Kleinhofer      | Österreich | 2003 | 2003 | 0    | 0      | 1      | 1      |
| 48.   | Vid Kralj              | Slowenien  | 2023 | 2023 | 0    | 0      | 1      | 1      |
| 48.   | Arthur Künig           | Italien    | 1996 | 1996 | 0    | 0      | 1      | 1      |
| 48.   | Peter Lechner          | Österreich | 2001 | 2001 | 0    | 0      | 1      | 1      |
| 48.   | Arnold Lunger          | Italien    | 1986 | 1986 | 0    | 0      | 1      | 1      |
| 48.   | Alexei Martjanow       | Russland   | 2017 | 2017 | 0    | 0      | 1      | 1      |
| 48.   | Walter Mauracher       | Österreich | 1990 | 1990 | 0    | 0      | 1      | 1      |
| 48.   | Roland Niedermair      | Italien    | 1994 | 1994 | 0    | 0      | 1      | 1      |
| 48.   | Martin Psenner         | Italien    | 1996 | 1996 | 0    | 0      | 1      | 1      |
| 48.   | Christoph Regensburger | Österreich | 2021 | 2021 | 0    | 0      | 1      | 1      |
| 48.   | Iwan Rodin             | Russland   | 2017 | 2017 | 0    | 0      | 1      | 1      |
| 48.   | Christian Schatz       | Österreich | 2007 | 2007 | 0    | 0      | 1      | 1      |
| 48.   | Andreas Schöpf         | Österreich | 2013 | 2013 | 0    | 0      | 1      | 1      |
| 48.   | Thomas Schopf          | Österreich | 2013 | 2013 | 0    | 0      | 1      | 1      |
| 48.   | Matevz Vertelj         | Slowenien  | 2023 | 2023 | 0    | 0      | 1      | 1      |

## Nationenwertungen

### Gesamt
| Platz | Land        | Gold | Silber | Bronze | Gesamt |
| ----- | ----------- | ---- | ------ | ------ | ------ |
| 1.    | Italien     | 47   | 39     | 34     | 120    |
| 2.    | Österreich  | 23   | 29     | 30     | 082    |
| 3.    | Russland    | 09   | 12     | 08     | 029    |
| 4.    | Polen       | 0    | 0      | 04     | 04     |
| 4.    | Deutschland | 0    | 0      | 01     | 01     |
| 4.    | Slowenien   | 0    | 0      | 01     | 01     |

### Einsitzer Herren
| Platz | Land       | Gold | Silber | Bronze | Gesamt |
| ----- | ---------- | ---- | ------ | ------ | ------ |
| 1.    | Österreich | 13   | 10     | 08     | 31     |
| 2.    | Italien    | 10   | 13     | 14     | 37     |
| 3.    | Russland   | 0    | 01     | 0      | 01     |

### Einsitzer Damen
| Platz | Land       | Gold | Silber | Bronze | Gesamt |
| ----- | ---------- | ---- | ------ | ------ | ------ |
| 1.    | Italien    | 15   | 12     | 13     | 40     |
| 2.    | Russland   | 06   | 06     | 01     | 13     |
| 3.    | Österreich | 02   | 05     | 09     | 16     |

### Doppelsitzer
| Platz | Land       | Gold | Silber | Bronze | Gesamt |
| ----- | ---------- | ---- | ------ | ------ | ------ |
| 1.    | Italien    | 15   | 12     | 04     | 31     |
| 2.    | Österreich | 05   | 08     | 12     | 25     |
| 3.    | Russland   | 03   | 03     | 02     | 08     |
| 4.    | Polen      | 0    | 0      | 04     | 04     |
| 5.    | Slowenien  | 0    | 0      | 01     | 01     |

### Mannschaftswettbewerb
| Platz | Land        | Gold | Silber | Bronze | Gesamt |
| ----- | ----------- | ---- | ------ | ------ | ------ |
| 1.    | Italien     | 7    | 2      | 3      | 12     |
| 2.    | Österreich  | 3    | 6      | 1      | 10     |
| 3.    | Russland    | 0    | 2      | 5      | 07     |
| 4.    | Deutschland | 0    | 0      | 1      | 01     |